# RISAT-2
RISAT-2 (Radar Imaging Satellite)  est un satellite de reconnaissance indien équipé d'un radar lancé en 2009 et mis en œuvre par la Force aérienne indienne et l'agence spatiale ISRO. RISAT-2 est un satellite de petite taille (300 kg) développé par la société israélienne IAI en utilisant les techniques mises au point pour satellite TecSAR. Il s'agit du premier satellite de ce type utilisé par l'Inde.

## Historique
La réalisation de RISAT-2 fait partie d'un programme de construction de satellites de reconnaissance accéléré à la suite de l'attentat de Bombay perpétré par un groupe islamique basé au Pakistan. Le satellite d'observation de la Terre de fabrication nationale RISAT-1 ayant pris du retard, les responsables indiens décident de passer commande auprès de la société israélienne IAI d'un satellite analogue au satellite TecSAR construit par cette société.

## Caractéristiques techniques
RISAT-2 a des caractéristiques très proches de TecSAR également développé par la société israélienne IAI. D'une masse de 300 kg, dont 100 kg pour la charge utile, il utilise une plateforme OptSat-2000. Les panneaux solaires déployables fournissent en fin de vie (au bout de 5 ans) 750 watts. Le satellite a une mémoire de masse d'une capacité de 240 gigabits. Les données sont transmises en bande X avec un débit de 620 mégabits par seconde. Le satellite est conçu pour fonctionner au moins 5 ans.

## Radar
Le  radar à ouverture de synthèse XSAR fonctionne en bande X (longueur d'onde 3,1 cm) et est doté d'une antenne parabolique d'environ 3 mètres de diamètre déployée en orbite. Pour réaliser ses prises de vue le satellite peut modifier son orientation ou utiliser le pointage électronique des faisceaux. Il dispose ainsi de quatre modes d'observation :
- Cartographie par bande sans changement d'orientation du faisceau (résolution spatiale de 8 mètres)
- Couverture élargie : le pointage électronique du faisceau est utilisé pour élargir la zone observée (perpendiculairement à la trace au sol). La largeur peut atteindre 100 km mais la résolution spatiale chute à 20 mètres.
- Mode projecteur : Le satellite maintient le faisceau radar sur une région donnée en modifiant au fur et à mesure de son avancement l'antenne pointée vers celle-ci. Cette manœuvre permet d'augmenter la résolution spatiale jusqu'à 1,8 mètre.
- Mode mosaïque : le satellite combine les deux modes de pointage pour prendre plusieurs images d'une région particulière ce qui permet d'atteindre une résolution spatiale inférieure au mètre.

## Déroulement de la mission
Le satellite a été placé sur une orbite basse (altitude de 427 kilomètres et avec une inclinaison orbitale de 41,21°)  par une fusée indienne PSLV-CA décollant depuis le  Centre spatial Satish-Dhawan qui emportait également ANUSat, un micro-satellite de 40 kg développé par l'université de Chennai. Son orbite a un cycle de 14 jours et il peut revisiter un site tous les deux à trois jours. Les données recueillies sont transmises à la station de Shadnagar située à environ 55 km d'Hyderabad que l'agence spatiale indienne utilise pour recueillir les données collectées par ses satellites d'observation de la Terre.